# Saint-Médard, Deux-Sèvres

Saint-Médard este o comună în departamentul Deux-Sèvres, Franța. În 2009 avea o populație de 108 de locuitori.